# Везни (списание, 1991)
Вижте пояснителната страница за други значения на Везни.
Списание „Везни“ е българско литературно, културно и обществено списание, издавано в София от Иван Гранитски от 1991 г. Наречено е на името на списанието, издавано между 1919 г. и 1922 г. от Гео Милев.
Периодичността му е 10 книжки годишно. Тиражът му през 2013 г. е около 500 екземпляра по данни на издателя.

## Сътрудници
Автори и преводачи в списание „Везни“ са Панко Анчев, Милена Цанева, Чавдар Добрев, Стоян Райчевски, Елена Алекова, Стоян Драгостинов, Георги Данаилов, Любомир Левчев, Огнян Сапарев, Андрей Андреев, Симеон Султанов, Стефан Продев, Евтим Евтимов, Иван Маразов, Александър Шурбанов, Георги Величков, Найден Вълчев, Йордан Костурков, Антон Дончев, Владимир Янев, Христо Карастоянов, Димитър Овчаров.